# Cavalcade de Scaër
Le Carnaval à l'Ouest — anciennement Fête de la Mi-Carême et Cavalcade de Scaër — est une fête de la commune de Scaër située dans le Finistère en Bretagne qui a lieu tous les deux ans, les années impaires, durant le week-end de Pentecôte (du dimanche au lundi), depuis le début des années 1920.
La commune de Scaër d'environ 5 000 habitants voit sa population multipliée par huit à l'occasion de la cavalcade, carnaval auquel la commune doit son surnom de "Scaër la Joyeuse". Un « Comité de la Cavalcade » constitué de bénévoles organise le bon déroulement du spectacle. Il n’y a aucun thème imposé, le choix du thème est laissé totalement libre aux carnavaliers, la seule règle étant de ne pas évoquer de sujets politiques.

## Histoire

### Fête de Mi-Carême (1923-1973)
Durant cette période, la Cavalcade se déroulait encore annuellement.

#### Origine (1923-1953)
En 1923, dans une nuit de fin février, dans un café-salle de la ville, le "Modern Dancing", détruit en 2014, eut lieu la réunion qui décida de l'organisation de la 1ère fête de Mi-Carême, ancien nom de la Cavalcade. Le premier président de comité d'organisation était Jos Guernic. Il le resta jusqu'en 1939.
À l'époque, les chars étaient tractés par des chevaux, notamment pour la première édition, le 11 mars 1923, un jour de neige. Elle se déroula chez Jos Guernic, le président, dans la rue Le Hamp, avec comme égérie, Jeanne Neuilh.
Durant les années de guerre, de 1939 à 1945, la cavalcade a été interrompue mais ne l'a plus été depuis, sauf en 2021.

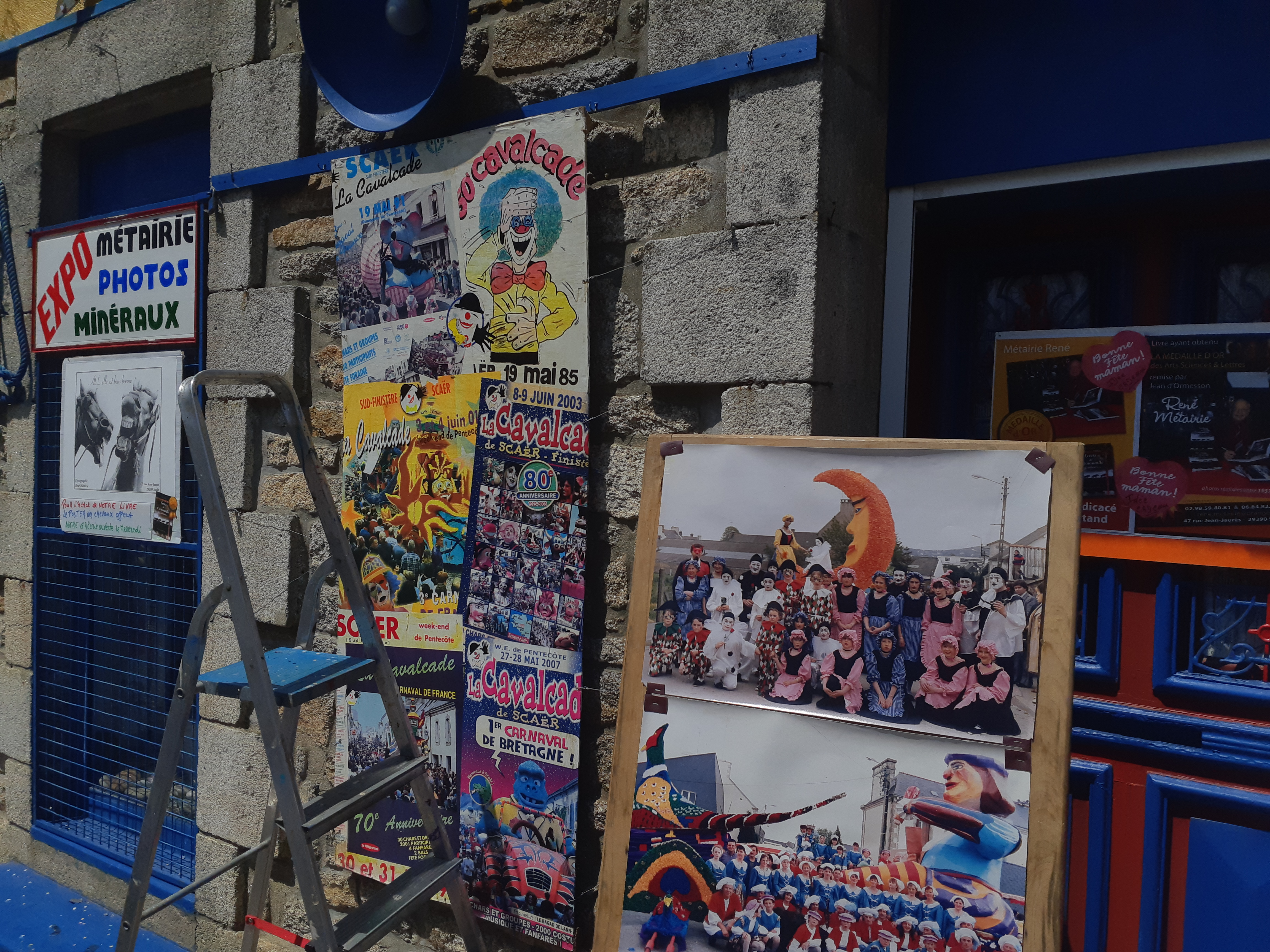
Présentoir des éditions précédentes lors d'un défilé

#### L'amicale Brizeux (1953-1973)
À partir du 20 juin 1953, date de déclaration en préfecture, l'Amicale Brizeux, prit la succession du "comité des fêtes". Les deux étaient présidés par Fañch Larvor, un maître-bottier de la rue Brizeux. Par la suite, l'évènement continua sous la présidence de Marcel Riolon, et se déroule désormais, depuis les années 1950, pendant le week-end de la Pentecôte, à cause de la disparition des Fêtes de Toulfoën, qui occupaient cette date jusque là. En 1957, le dernier char hippomobile défila, le "En vacances sans essence", pour finir 6ème de la catégorie comique.
Le premier lot à gagner de la tombola était un bœuf gras de 1948 à 1955. Le dernier bœuf, celui de 1955, a été élevé par Monsieur Le Bec au lieu-dit de Kerfrontal (au Nord de la commune). Acheté pour 800 francs de l'époque, il était possible de l'acquérir grâce à l'achat d'un ticket de tombola au prix de 50 F. Après cette année, dès 1957, des voitures ont été mis en 1er lot, comme des 2CV.
Dans la fin des années 1950 et début des années 1960, les chars articulés se sont développés à l'aide des remorques fixées à des petits camions ou un tracteur, ces derniers apparus peu avant grâce à la  mécanisation de l'agriculture. Le groupe du lieu-dit de Cascadec a été un des précurseurs de cette tendance avec ses chars "Caroline aux Indes" en 1958, ou "Caroline en Laponie" en 1960. Le cavalcade attirait alors quelques dizaines de milliers de spectateurs, comme en 1956. Le dimanche soir, des bals avaient lieu dans différentes salles comme chez Guernic, chez Glémarec, ou chez Lancien, et à la deuxième parade du lendemain, les participants au défilé recevaient un pourboire pour "les inciter à oublier la fatigue de la veille".
Quelques années plus tard, sous la présidence de Yves Postic, le char de la Papeterie de Cascadec, appartenant depuis 1893 à la famille Bolloré, finissait souvent avec le premier prix, avec un char articulé de trois remorques. Jusqu'à la 50ème édition, le char de la reine, élu lors du bal de l'élection de la reine en janvier de la même année, défilait en fin de cortège. La décoration installée dessus, constituée de menhirs et de rochers en carton, était réalisée par les staffeurs du cinéma. Ces derniers avaient déjà aidé en 1952, lors de la construction des cinémas, en apprenant aux carnavaliers à confectionner le plâtre. Ce plâtre était collé à la charpente du char, avant d'être peint.
Le char de l'entreprise Bolloré se différenciait des autres dans les années 1970 et autres, car il était construit par l'entreprise avec son matériel, alors que tous les autres chars étaient construits par différents quartiers, selon Robert Boëdec, président du comité de 1970 à 1975.

### Carnaval à l'Ouest (depuis 2023)

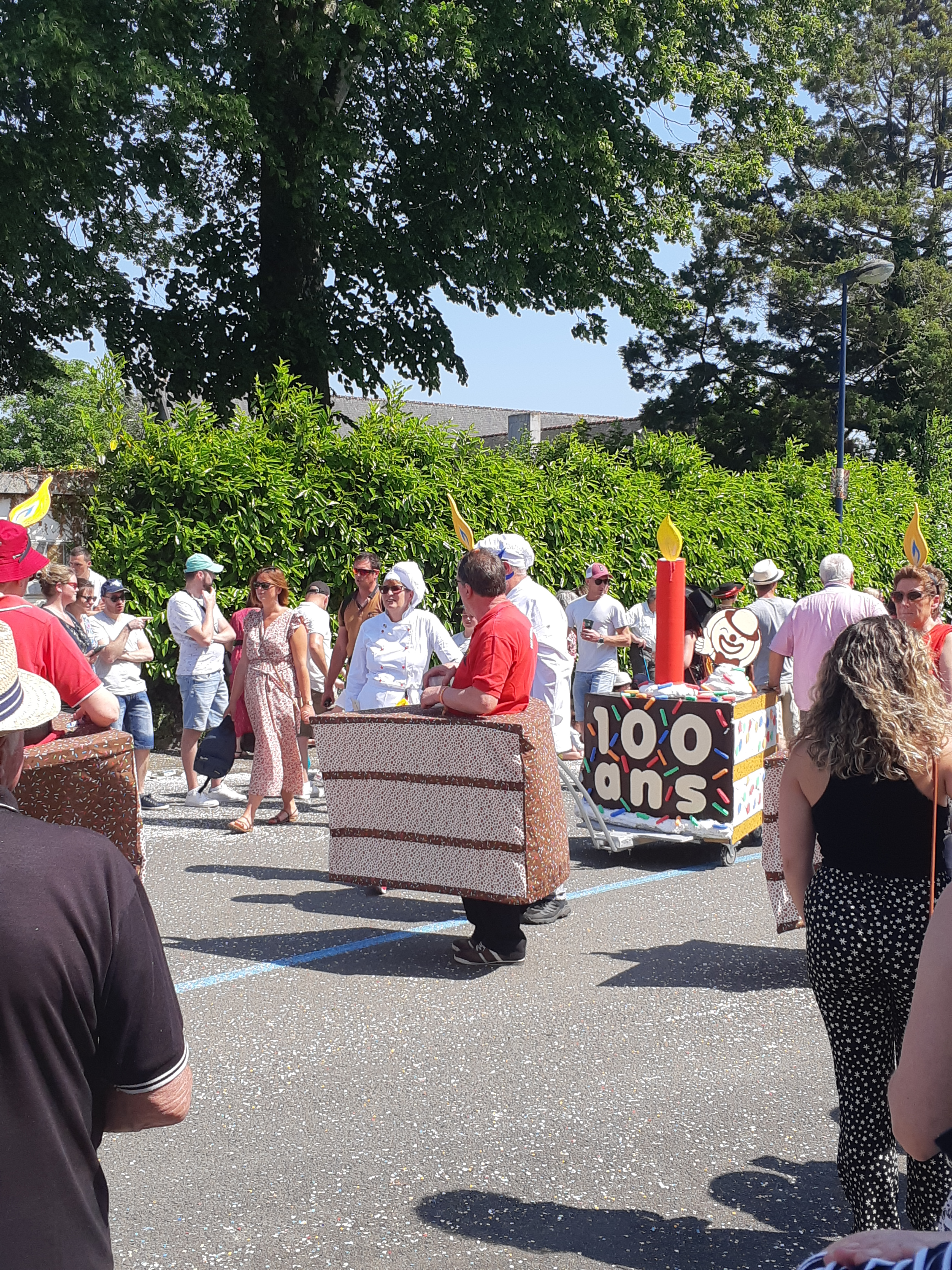
Déguisement pour l'occasion du centenaire

Interrompue par la crise du COVID-19, et pour rajeunir son image à l'extérieur, le comité organisateur choisi de changer le nom pour Carnaval à l'Ouest à l'occasion du centenaire de l'évènement, le 28 et 29 mai 2023. Dans le même temps, il a acquis, en 2022, une grande bâtisse à proximité de la mairie, et ouvert dedans une Maison du Carnaval, d'un coût de 200 000€, qui sert de vitrine à l'occasion de ce même centenaire et d'espace de stockage du matériel. Par ailleurs, le choix a été fait de désormais laisser le public juge à la place d'un jury trié sur le volet.

## Organisation

### Le Comité de la Cavalcade

#### Composition

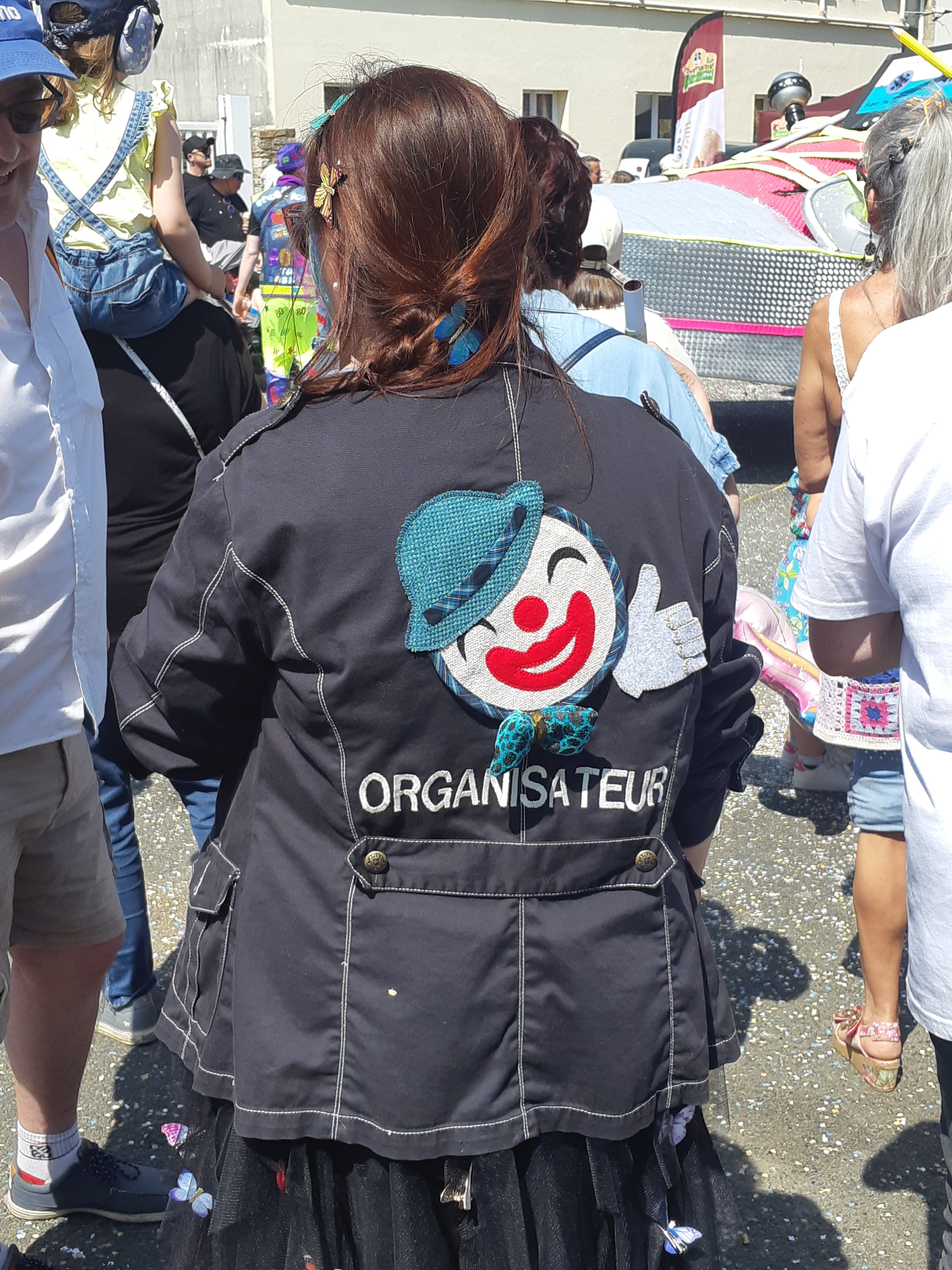
Les organisateurs lors du défilé

Il est composé de onze membres et est dirigé par un président. Depuis 2015, Pierre-Yves Fiche, qui avait été co-président en 2013, a ce rôle important.
| Nom                                           | Fonction       | Début de présidence | Fin de présidence |
| --------------------------------------------- | -------------- | ------------------- | ----------------- |
| Jos Guernic                                   |                | 1923                | 1939              |
| Interruption due à la Seconde Guerre mondiale |                |                     |                   |
| Fañch Larvor                                  | maître-bottier | 1946                | 1954              |
| Marcel Riolon                                 |                | 1955                | 1961              |
| Yves Postic                                   |                | 1962                | 1970              |
| Robert Boëdec                                 |                | 1970                | 1975              |
| Xavier Le Paith                               |                | 1975                | 1981              |
| Serge Le Floch                                |                | 1983                | 1985              |
| Gérard Garo                                   |                | 1987                | 1991              |
| Yann L'Haridon                                |                | 1991                | 1995              |
| René Le Gallès                                |                | 1997                | 2000              |
| Yvane Dietrich                                |                | 2000                | 2005              |
| Marie-Rénée Rayssac                           |                | 2005                | 2015              |
| Pierre-Yves Fiche                             |                | 2015                |                   |

#### Budget
Le carnaval se finance en grande majorité grâce aux ventes de billets et ventes de boissons dans les buvettes. Il bénéficie aussi de quelques aides de la communauté de commune. En face, les dépenses sont principalement dans les postes d'animations, de logistique et de communication, d'autre part. 
Pour garantir la pérennité de l'évènement en cas d'aléa majeur, une réserve financière de l'équivalent du coût d'une édition reste dans les caisses du comité (391 000 € en 2023).
| Dépenses               | Dépenses  | Recettes                  | Recettes  |
| Poste                  | Montant   | Poste                     | Montant   |
| ---------------------- | --------- | ------------------------- | --------- |
| animations             | 117 000 € | entrées                   | 357 408 € |
| bénévoles              | 24 000 €  | vente de consommable      | 82 045 €  |
| communication          | 47 908 €  | publicité et partenariats | 48 777 €  |
| frais généraux         | 41 300 €  | commerces ambulants       | 12 175 €  |
| Maison du Carnaval     | 26 300 €  | vente de produits dérivés | 9 799 €   |
| logistique et matériel | 52 878 €  | subvention                | 8 500 €   |

### Préparation (Construction des chars)

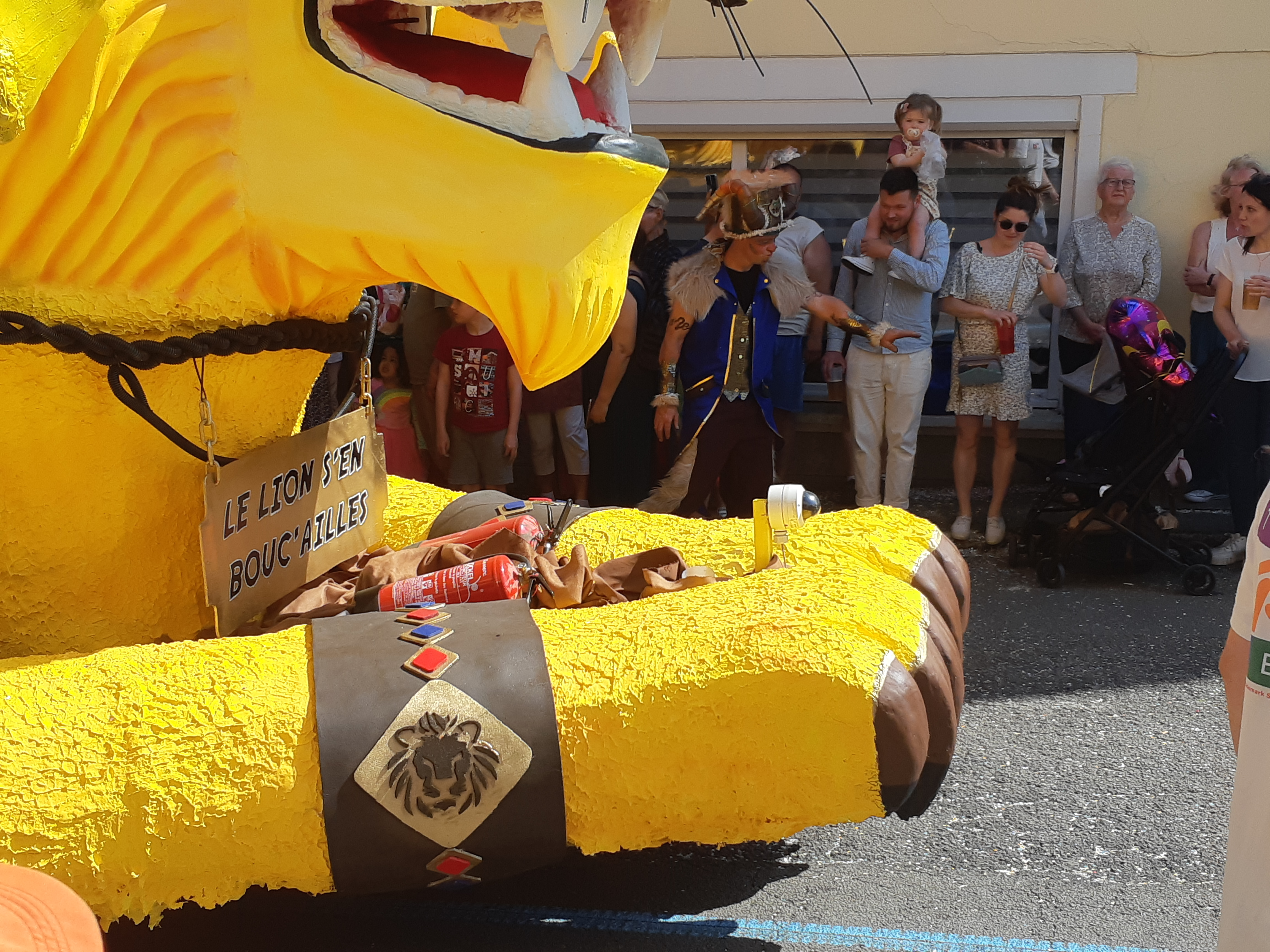
Extincteurs sur le char de la Couldry Team en 2023

Aujourd'hui, chaque char est organisé en association, chaque bénévole de l'association doit donc cotiser pour participer à la construction du char et au défilé. Cet argent et le prix reçu l'année précédente permettent de fournir les matières premières telles que la ferraille, le grillage, le polystyrène, le tissu, la peinture.
Ainsi, dans une période de préparation de 2 à 6 mois, chaque équipe doit trouver un lieu de construction de char qui est généralement un hangar prêté par les habitants agriculteurs de Scaër. À la base des chars se trouve la plupart du temps un tracteur autour duquel est montée une armature lourde en ferraille. Les formes sont ensuite montées par les soudeurs et très vite celles-ci sont recouvertes de grillages qui constitueront la base pour déposer le papier journal à l'aide de colle à papier peint. Après au moins 5 couches de journal commencent les finitions et la peinture. La veille ou le jour même du défilé, selon les hangars mis à disposition, tous les éléments construits à part sont assemblés (généralement les éléments en hauteur ou des plates-formes).
En raison de la largeur des rues du trajet du défilé, le règlement impose que les chars ne fassent pas plus de 5,50 mètres de haut dit "fixes" (qui sont inenlevables pendant le parcours), auxquelles s'ajoutent 2,50 mètres dits amovibles (qui peuvent être enlevés si besoin), ce qui fait qu'au total les chars ne peuvent pas dépasser les 8 mètres de haut. De plus, ce même règlement limite aussi la largeur des chars à 4,50 mètres. Par ailleurs, pour éviter les risques d'incendie comme en 1989, les chars doivent disposer d'extincteurs et issues facilement accessible.
En parallèle, dans cette même période de préparation et toujours sur leur temps libre, chaque carnavalier qui va défiler confectionne son costume à partir des tissus et du thème imposé par le char. Si les bases données pour chaque char sont les mêmes, la diversité des costumes créés à partir de celles-ci reste impressionnante à chaque édition. Étant donné que certains groupes sont composés de plus de 100 festivaliers, les costumes peuvent donc être déclinés à l'infini.
Au total, près de 2000 festivaliers bénévoles participent à la fabrication des chars et au défilé.

### Déroulement

#### L'accès aux défilés
Il existe différentes façons d'aller voir les défilés, notamment grâce : à la voie verte (à vélo ou à pied) qui traverse Scaër; aux 3 lignes navettes gratuites de TBK qui desservent les 18 parkings voitures et 2 parkings à camping-cars, qui ont transporté 2730 festivaliers en 2019 ,; ... 
Mais l'entrée dans la cavalcade est payante. En 2019, les tarifs du dimanche s'élevaient à 14€00 TTC en vente sur place et 11€00 TTC en pré-vente et tarif réduit, ainsi que 9€00 en vente sur place et 7€00 en prévente et tarif réduit pour le lundi. Le festivalier peut pénétrer dans la cavalcade par 10 points d'accès répartis autour des rues Jean Jaurès; Yves Queignec; René Le Hamp; Yves Hervé; et Pasteur, qui sont les rues où défilent les chars.

#### Le défilé et évènement dérivés

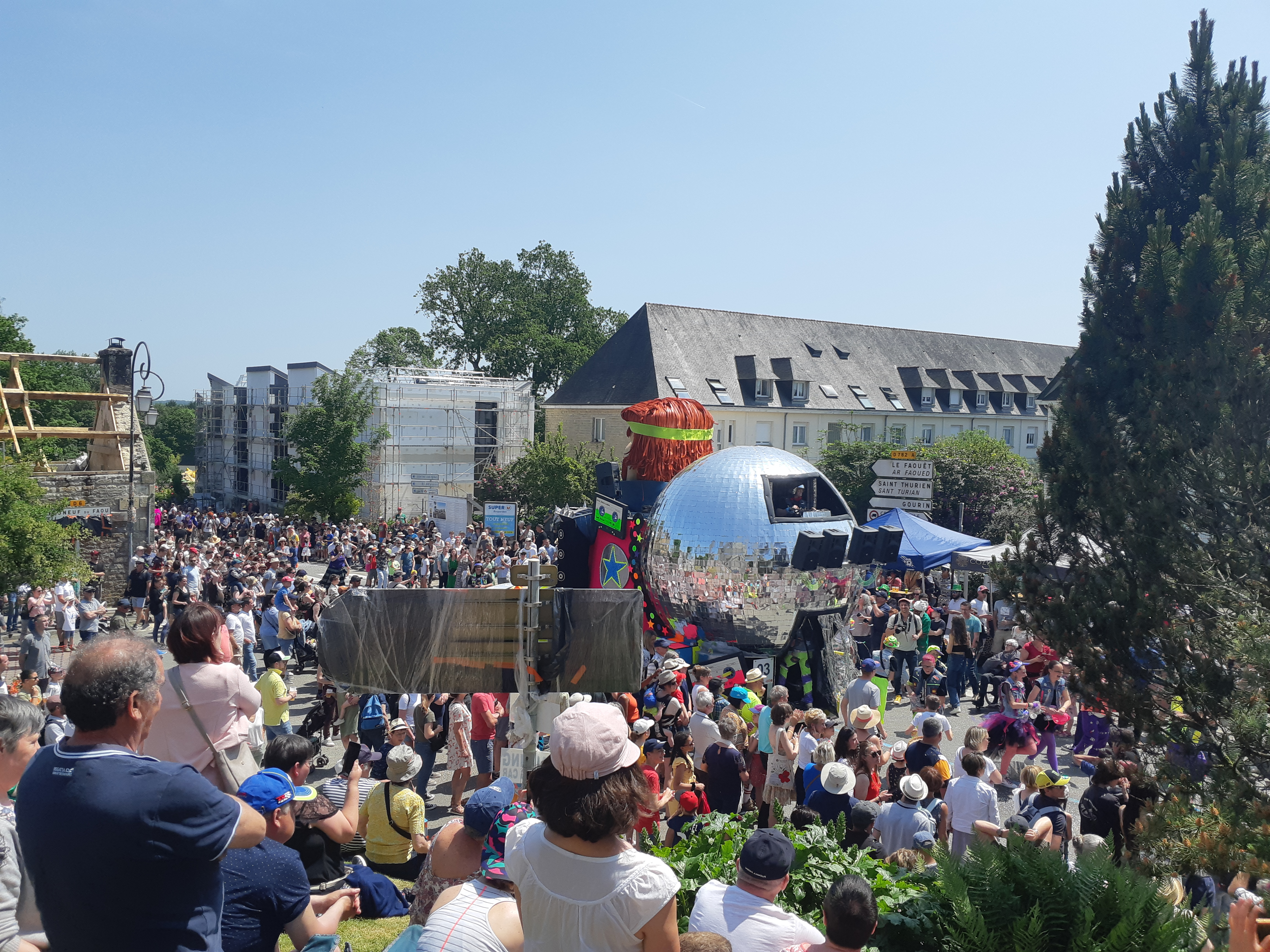
Plus de 50 000 visiteurs se sont déplacés pour le centenaire

Le défilé se déroule sur plus de quatre heures à chaque fois (de 14h/14h30 à 18h30) et est encadré par près de 500 bénévoles. Il attire, avec les évènements divers autour, entre 30 000 à 45 000 visiteurs à chaque édition, dont près de 21 000 entrées payantes en 2019.
La vingtaine de chars défilent une fois le dimanche et une fois le lundi. Durant leurs passage, mis à part le fait que près de 2 tonnes de confettis soient utilisés, ils sont entrecoupés par 6 fanfares et groupes de musiques, comme, depuis plus de 30 ans, la fanfare de Würm ou le groupe humoristique des musiciens en folie de la ville de Cholet.
Après cela, d'autres animations sont organisés en soirée au Village Cavalcade (entre l'Espace Youenn Gwerning et le camping municipal), comme des concerts, flash-mob, bal des carnavaliers animé par un DJ, etc.

#### Organisation des prix
Jusqu'en 2019, les chars sont classés par un jury constitué de festivaliers d’autres carnavals du grand Ouest (Cholet, Vitré, Nantes...).
L'ensemble était divisé en 3 catégories entre 2009 et 2019 :
1. les chars
2. les groupes
3. les grosses têtes

Pour faire partie de la catégorie des chars, il fallait que celui-ci mesure au moins 10 m de long. En dessous, c'étaient des groupes.
Les chars étaient classés par catégorie du premier au dernier jugés sur plusieurs critères dont le thème, l’originalité, les finitions, la qualité d'ensemble, l'ambiance, la chorégraphie, les costumes etc. Chaque critère recevant une note et le cumul de ces notes déterminait le rang des chars. L'annonce du classement se faisait dès le dimanche soir après délibération du jury.
En parallèle jusqu'en 2019, et comme seul prix depuis 2023, le prix du public est décerné après vote de ce dernier pour son char favoris au cours des 2 jours de Cavalcade. Le résultat était donné précédemment à l'occasion de la remise des prix, le dimanche soir au Village Cavalcade, et l'est désormais à la Soirée des Bénévoles, le week-end suivant la Cavalcade.
Tous les chars reçoivent un prix qui est pour une grande partie financé par les spectateurs de la Cavalcade. Cet argent permet de fiancer une partie du prochain char de chaque équipe.

## Les dernières éditions

### Édition 2009
La 62ème édition s'est déroulé du 31 mai au 1er juin 2009, et c'est à la halle des sports de Scaër que le classement de la 62ème édition a été révélé.
| Classement du Jury | Classement du public | Nom du char                            | Thème | Informations supplémentaires |
| ------------------ | -------------------- | -------------------------------------- | ----- | ---------------------------- |
| 1er                | 3e                   | La Cie Barock' n'roll                  |       |                              |
| 2e                 | 5e                   | Tout mais pacha !                      |       |                              |
| 3e                 | 1er                  | L'univers féerique                     |       |                              |
| 4e                 | 4e                   | Les naufragés de Madagascaer           |       |                              |
| 5e                 | 9e                   | Les 2 EURous de EURquale EURtreet      |       |                              |
| 6e                 | 7e                   | Le canard déchaîné                     |       |                              |
| 7e                 | 11e                  | You stone, on a un problème monstrueux |       |                              |
| 8e                 | 2e                   | Ma «scaër» ade vénitienne              |       |                              |
| 9e                 | 8e                   | Cocktail club                          |       |                              |
| 10e                | 10e                  | L'excès crabe                          |       |                              |
| 11e                | 6e                   | La folie des grandeurs                 |       |                              |
| 12e                | 12e                  | Ma femme massai à Zanzibar             |       |                              |
| 13e                | 13e                  | En F1 des accrocs du sport             |       |                              |
| 14e                | 14e                  | La raie glisse et l'hyppo-campe        |       |                              |

| Classement du Jury | Classement du public | Nom du char                    | Thème | Informations supplémentaires |
| ------------------ | -------------------- | ------------------------------ | ----- | ---------------------------- |
| 1er                | 3e                   | Fanfarfada                     |       |                              |
| 2e                 | 1er                  | Nouvel an skaérois             |       |                              |
| 3e                 | 2e                   | Tous en boîte                  |       |                              |
| 4e                 | 4e                   | La Cadillac a l'west           |       |                              |
| 5e                 | 6e                   | Miss Bacchus se pête la cruche |       |                              |
| 6e                 | 5e                   | Banan'a slip                   |       |                              |

### Édition 2013
L'édition 2013 fêtait le 90ème anniversaire de la cavalcade et les 64ème festivités.
| Ordre de passage | Nom                                               | Catégorie                | Informations supplémentaires |
| ---------------- | ------------------------------------------------- | ------------------------ | ---------------------------- |
| 1                | L'odyssée fantastique                             | char                     |                              |
| 2                | Flor Carioca                                      | fanfare                  | non classé                   |
| 3                | Les Royales Têtes de l'art                        | grosses têtes            |                              |
| 4                | Prends l'pompon avant le piaf                     | char                     |                              |
| 5                | Henni soit qui mal y panse                        | groupe                   |                              |
| 6                | SKRRRR !!!                                        | char                     |                              |
| 7                | Y'a pas le feu, fanfare Cuban fire                | char                     |                              |
| 8                | Mais c'est la zone !!!                            | char                     |                              |
| 9                | Bagad bro Skaer                                   | fanfare                  | non classé                   |
| 10               | Pinocchio des fils et file                        | char                     |                              |
| 11               | Marsupi L'ami                                     | char                     |                              |
| 12               | Fanfare du Faouët                                 | fanfare                  | non classé                   |
| 13               | Robot's & ses particules disjonk'T                | char                     |                              |
| 14               | Fanfare des Trognos Coulos                        | fanfare                  | non classé                   |
| 15               | Les Grosses têtes de Nantes                       | grosses têtes            | non classé                   |
| 16               | American Dream                                    | char                     |                              |
| 17               | Grec'o'folies                                     | groupe                   |                              |
| 18               | Face de Bouc                                      | char                     |                              |
| 19               | fanfare des Romliestos                            | fanfare                  | non classé                   |
| 20               | Cabaret'ment Show                                 | char                     |                              |
| 21               | fanfare Antopya                                   | fanfare                  | non classé                   |
| 22               | char invité de Cholet                             | char                     | non classé                   |
| 23               | L'Habitat du Dhüll                                | groupe                   |                              |
| 24               | C'est pas l'tout Philodolphe, faut voler !!       | char                     |                              |
| 25               | fanfare Volkanik et Grosses têtes de l'île Grande | fanfare et grosses têtes | non classé                   |
| 26               | L'envers du miroir                                | char                     |                              |
| 27               | fanfare Banda de Laleu                            | fanfare                  | non classé                   |
| 28               | L'échappée du berceau à dos d'escargot            | groupe                   |                              |
| 29               | Samoa Breizh                                      | char                     |                              |
| 30               | fanfare Ça r'samba koi                            | fanfare                  | non classé                   |
| 31               | Plein a rat bord                                  | char                     |                              |
| 32               | Charmé, Léon n'a "guerre" le choix                | char                     |                              |
| 33               | fanfare de Wurm                                   | fanfare                  | non classé                   |
| 34               | Garden Party                                      | groupe                   |                              |
| 35               | Où est passée la 5e symphonie ?                   | char                     |                              |

### Édition 2015
Cette 65ème édition a vu défiler 6 groupes, et 17 chars. Le jury a eu comme coup de cœur : Monst'skaer gaor, et le prix du jury a été attribué à L'escroc' Odile voler. Le podium est serré avec seulement 6 points d'écart entre le premier et le deuxième, et 12 points entre le premier et troisième sur un total de 800 points décernés à l'ensemble des participants.
| Place | Nom du char                               | Thème               | Informations supplémentaires |
| ----- | ----------------------------------------- | ------------------- | ---------------------------- |
| 1er   | Jetons les cartes et ça de boules         | Casino              |                              |
| 2e    | Dans l'fond, on s'l'écaille               | Baudroie            |                              |
| 3e    | Monst'Skaer Gaor                          | Monstre             | Coup de cœur du jury         |
| 4e    | L'escroc'Odile Voler                      | Crocodile Dundee    | Prix du jury                 |
| 5e    | Un grain dejan'the                        | Chat et Thé         |                              |
| 6e    | Les champignons hallucinent Eugène        | Champignon          |                              |
| 7e    | N'eo ket phalle                           | Art contemporain    |                              |
| 8e    | On y va dard dard sans se prendre le dard | Guêpe               |                              |
| 9e    | Jarre aux serpents. SSSSSS!               | Méduse (mythologie) |                              |
| 10e   | Y'a l'aztechnique Maya pas le temps       | Mayas et Aztèques   |                              |
| 11e   | On tient le ban'bou                       |                     |                              |
| 12e   | Mine de rien le singe s'or                |                     |                              |
| 13e   | Satyre dans la leaf man                   |                     |                              |
| 14e   | Sort citapatrouille                       |                     |                              |
| 15e   | Fantastiques mys'terres en-champs-te      |                     |                              |
| 16e   | Show patate                               |                     |                              |
| 17e   | Symphonie volante                         |                     |                              |

| Place | Nom du groupe                          | Thème | Informations supplémentaires |
| ----- | -------------------------------------- | ----- | ---------------------------- |
| 1er   | Calaver'ass                            |       |                              |
| 2e    | Le cigare et la fourmi                 |       |                              |
| 3e    | Ty roule bien, dès que le coucou sonne |       |                              |
| 4e    | Et v'la dimir Moustachkov              |       |                              |
| 5e    | Piii-rate                              |       |                              |
| 6e    | Joé Licorne                            |       |                              |

### Édition 2017
Les 4 et 5 juin 2017, la Cavalcade de Scaër a eu le droit à sa 66ème édition.
| Place | Nom du char                             | Thème              | Informations supplémentaires            |
| ----- | --------------------------------------- | ------------------ | --------------------------------------- |
| 1er   | Made Max le Scaerosene s'enflamme       | Mad Max            |                                         |
| 2e    | Action! Ça tourne pour l'Oescaer        | Cinéma et Oscars   |                                         |
| 3e    | N'ram pas tha Thor                      | Vikings            | Seul char recouvert de fleurs en papier |
| 4e    | Scaer zy Frog                           | Crazy Frog         |                                         |
| 5e    | Les Trolls Tice                         | Les Trolls (film)  |                                         |
| 6e    | Y'a pas de sushis                       | Japon              |                                         |
| 7e    | R'aigle'ment de contes                  | Conte et Moyen Âge |                                         |
| 8e    | Farce Attack                            | Aliens             |                                         |
| 9e    | La K'ours pour Fish                     | Banquise           | Coup de cœur du public                  |
| 10e   | Cocci'Rose ça carbure !                 | Coccinelle         |                                         |
| 11e   | Les 10 Seth heures Pharao'nic 2 s'Caire | Égypte antique     |                                         |
| 12e   | Un drone d'air                          | Drone              |                                         |
| 13e   | Frelons la cata !                       | Ruche et Nature    |                                         |
| 14e   | Eq'ça déraille                          | Train              |                                         |
| 15e   | Ara ki rit                              | Chine              |                                         |
| 16e   | Tom a Bollyskaerwood                    | Inde               |                                         |
| 17e   | Le Fou marin s'isole à Scaer            | Sous-marin         |                                         |
| 18e   | Elephanfare                             | Fanfare            |                                         |

| Place | Nom du char                                                               | Thème                                       | Informations supplémentaires |
| ----- | ------------------------------------------------------------------------- | ------------------------------------------- | ---------------------------- |
| 1er   | L'abracadabrante expédition de la compagnie des noctambules sans histoire | Chauve-souris et Livre                      |                              |
| 2e    | Ça déménage chez les Bannhippocampes                                      | Manège (attraction) et Hippocampe (poisson) |                              |
| 3e    | Neke Tom a Courchevel                                                     | Courchevel                                  |                              |

| Place | Nom du char             | Thème | Informations supplémentaires |
| ----- | ----------------------- | ----- | ---------------------------- |
| 1er   | On se prend pas la tête | Clown |                              |

### Édition 2019
20 chars (17 grands et 3petits) ont participé à la 67 ème édition de la cavalcade. Ils ont été notés par le public et 2 jurys représentants de 7 carnavals différents (Cholet, Dournenez, Granville, Guéméné, La Rochelle, Nantes, et Vitré) sur les critères suivants : thème, costumes, finition & technicité, et enfin animation & comportement,. Près de 1 500 carnavaliers et entre 37 000 et 40 000 spectateurs ont participé à cette édition.
| Place | Nom du char                                   | Thème                         | Nombre de points | Informations supplémentaires                                                                                                   | Référence |
| ----- | --------------------------------------------- | ----------------------------- | ---------------- | --- | --------- |
| 1er   | Pirates of the Skaeribean                     |                               | 181 points       | |           |
| 2e    | Les Zz au Top                                 | musique texane                | 174,5 points     | | [ 27 ]    |
| 3e    | Pince-moi le Bernard et j’te rince            | faune marine                  |                  | la coquille du Bernard-l'Hermite a été remplacé par une taverne de marin                                                       | [ 28 ]    |
| 4e    | L’afro’rhino va faire zouker la Scaër entière | utopie africaine              |                  | des réacteurs fixés à un rhinocéros                                                                                            | [ 29 ]    |
| 5e    | Diva… Gation                                  | cinéma holywoodien            |                  | robe faite avec 1500 fonds de bouteilles d’eau en plastique                                                                    | [ 30 ]    |
| 6e    | Ça bulle chez les alchimistes en délire       |                               |                  | |           |
| 7e    | L’hippo s' fait la malle                      | faune marine et terrestre     |                  | un combattant sur un char tiré par une créature entre hippocampe et cheval est poursuivi par un poulpe                         | [ 31 ]    |
| 8e    | Clownisgaor                                   |                               |                  | |           |
| 9e    | C' Scaërement bonbon pour le moral            | confiserie                    |                  | | [ 32 ]    |
| 10e   | Fly Yann Furious                              |                               |                  | |           |
| 11e   | Pas de quartier, c’est la pagaille            |                               |                  | |           |
| 12e   | Les Patiskaer                                 |                               |                  | |           |
| 13e   | Messire ! La chariotte caval' à Skaer         | cinéma français               |                  | char inspiré du film : "Les Visiteurs"                                                                                         | [ 33 ]    |
| 14e   | Vaudoo Scaerification                         |                               |                  | |           |
| 15e   | L’étrange cavalcade de Mr Jack                |                               |                  | |           |
| 16e   | C’est quoi ce cirque ?                        | animaux du cirque             |                  | ex-equo char composé de girafes et d'éléphants en polystyrène, et inspiré des gargouilles de la cathédrale Notre-Dame-de-Paris | [ 34 ]    |
| 16e   | Scaër roi du volant                           | course automobile fantastique |                  | ex-equo char inspirés des films : "Les Fous du volant", "La Grande Course autour du monde", et "Les Cracks"                    | [ 35 ]    |

| Place | Nom du char                    | Thème        | Nombre de points | Informations supplémentaires                | Référence |
| ----- | ------------------------------ | ------------ | ---------------- | ------------------------------------------- | --------- |
| 1er   | Le tictac de damoiselle nature |              |                  |                                             |           |
| 2e    | Échec et mad                   | jeu d'échecs |                  | "mad" en breton signifie "bien" en français | [ 36 ]    |
| 3e    | Breizh Hit                     |              |                  |                                             |           |

### Édition 2021
La Cavalcade de Scaër 2021 devait avoir lieu en mai 2021, plus précisément au week-end de la Pentecôte. Mais octobre 2020, en assemblée générale, Pierre-Yves Fiche, président de la Cavalcade, a annoncé sans surprise que la 68ème édition serait sous une forme différente de la classique en raison de la pandémie de Covid-19. Face aux différentes incertitudes sur les restrictions sanitaires, le comité d'organisation a renoncé à la tenue de l'évènement. Un repas à emporter, vendu au profit d'associations caritatives, a tout-de-même été organisé.

### Édition du Centenaire (2023)

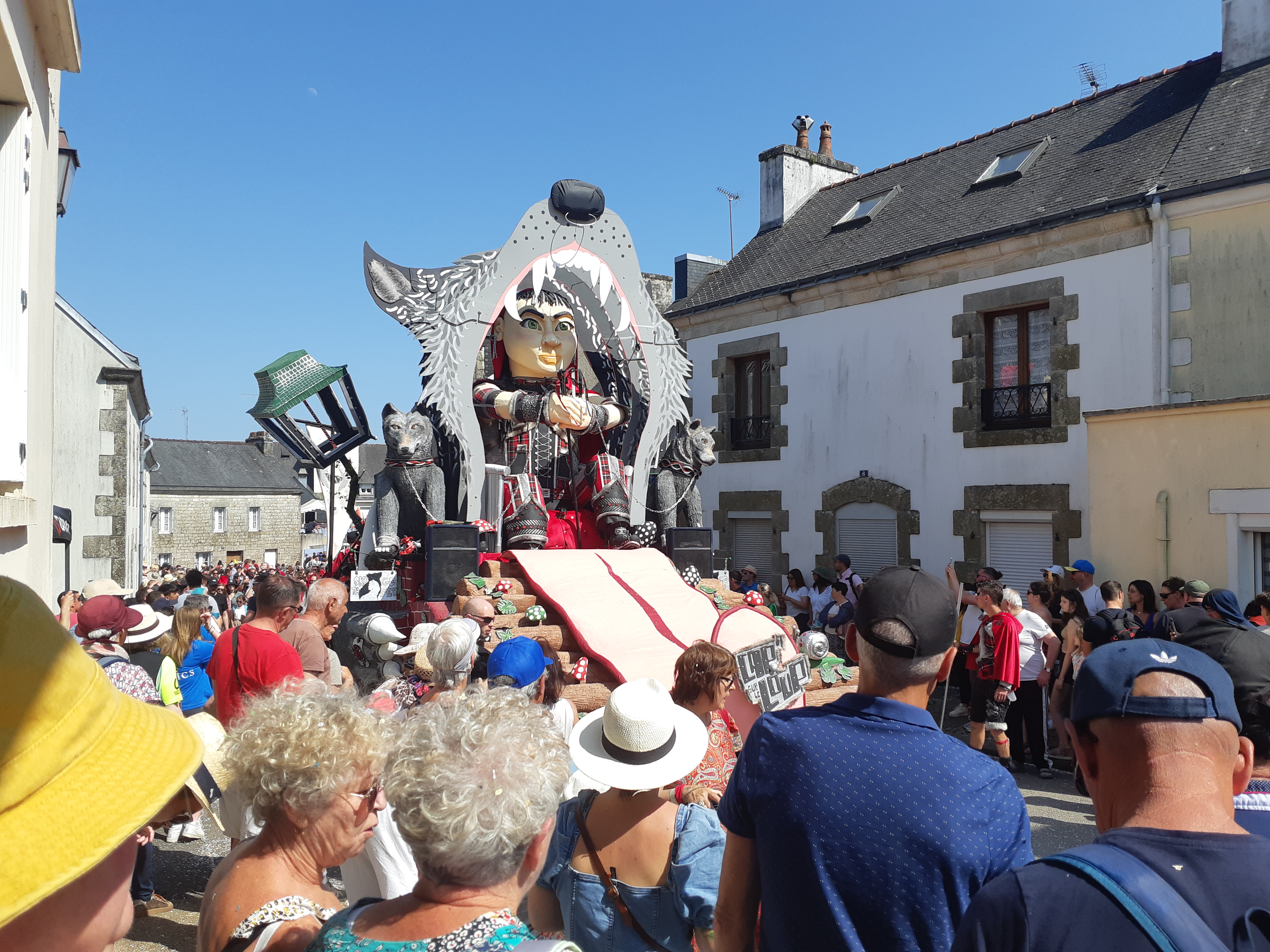
Char "Cap’ sur le loup à la rescousse de Mère-Grand", tenant du titre en 2023

Pour les 100 ans du Carnaval à l'Ouest, les 28 et 29 mai 2023, dix-neuf chars ont été au programme de la première cavalcade post-Covid. Cette édition a rassemblé plus de 50 000 visiteurs, 1 300 carnavaliers, et 200 bénévoles, permis un bénéfice de 117 682€, et a couronné le groupe des Acharnés, après les plus de 2 000 votes du public.
Par ailleurs, une arrestation a eu lieu dans la nuit du dimanche au lundi quand un homme s'est mis a zigzaguer au volant de sa voiture entre les festivaliers. Il a écopé d'un an et demi de prison pour conduite en état d'ivresse et sous l'emprise de stupéfiants, et pour avoir frappé les gendarmes lors de son interpellation.
| Place | Nom du char                                        | Nom du groupe                   | Thème                         | Informations supplémentaires            | Référence |
| ----- | -------------------------------------------------- | ------------------------------- | ----------------------------- | --------------------------------------- | --------- |
| 1er   | Cap’ sur le loup à la rescousse de Mère-Grand      | Les Acharnés                    | conte du Petit chaperon rouge |                                         | [ 42 ]    |
| 2e    | Des anges formidiables                             | Les carnavaliers de Loge-Gaor   | ange et démon                 |                                         | [ 43 ]    |
| 3e    | Cirq Hurlé y’a rien à foar                         | Les Tortues                     | cirque                        |                                         | [ 44 ]    |
| 4e    | Le Lion s'en bouc caille                           | La Couldry team                 | imaginaire                    | utilise le plus gros tracteur du défilé | [ 45 ]    |
| 4e    | Sk’roi d’Inca’rnaval                               | Les Chars Cit's                 | film Les Visiteurs            |                                         | [ 46 ]    |
| 4e    | Les dénicheurs de curiosité                        | Les Tapis verts                 |                               |                                         |           |
| 4e    | Nevermore Academy                                  | La Korrigane                    | série Mercredi                |                                         | [ 47 ]    |
| 4e    | Le raveur de Coatloc’h                             | Les Carnavaliers des Hurlevents | forêt enchantée               |                                         | [ 48 ]    |
| 4e    | La Skairième compagnie                             | Qui vivra, verra                | film La septième compagnie    | tenant du titre                         | [ 49 ]    |
| 4e    | Les Charlots complètement à l’Ouest                | Paqsa                           | cinéma                        |                                         |           |
| 4e    | Le S’quérou zoulou                                 | Boulaouane                      | savane                        |                                         | [ 50 ]    |
| 4e    | Les déjantés de Scaërville                         | Sous pression                   | années 1950                   |                                         | [ 51 ]    |
| 4e    | Caisse qu’on attend pour se faire la malle         | Encorbelés                      | caisses à savon               | char recyclé presque intégralement      | [ 52 ]    |
| 4e    | Al c’ratpone mene bon train                        | Les Carnavaliers de Crémenet    | années 1920                   |                                         |           |
| 4e    | Monte d’un thon, on va se marée                    | TDG                             | punk                          |                                         |           |
| 4e    | C’est de la kaamelott chez les CKC, c’est pas faux | CKC 29                          | légende de Kaamelot           |                                         |           |
| 4e    |                                                    | La pompe                        | licornes                      |                                         |           |
| 4e    |                                                    | La Pir’attitude                 | années 1980                   |                                         |           |

## Galerie photos

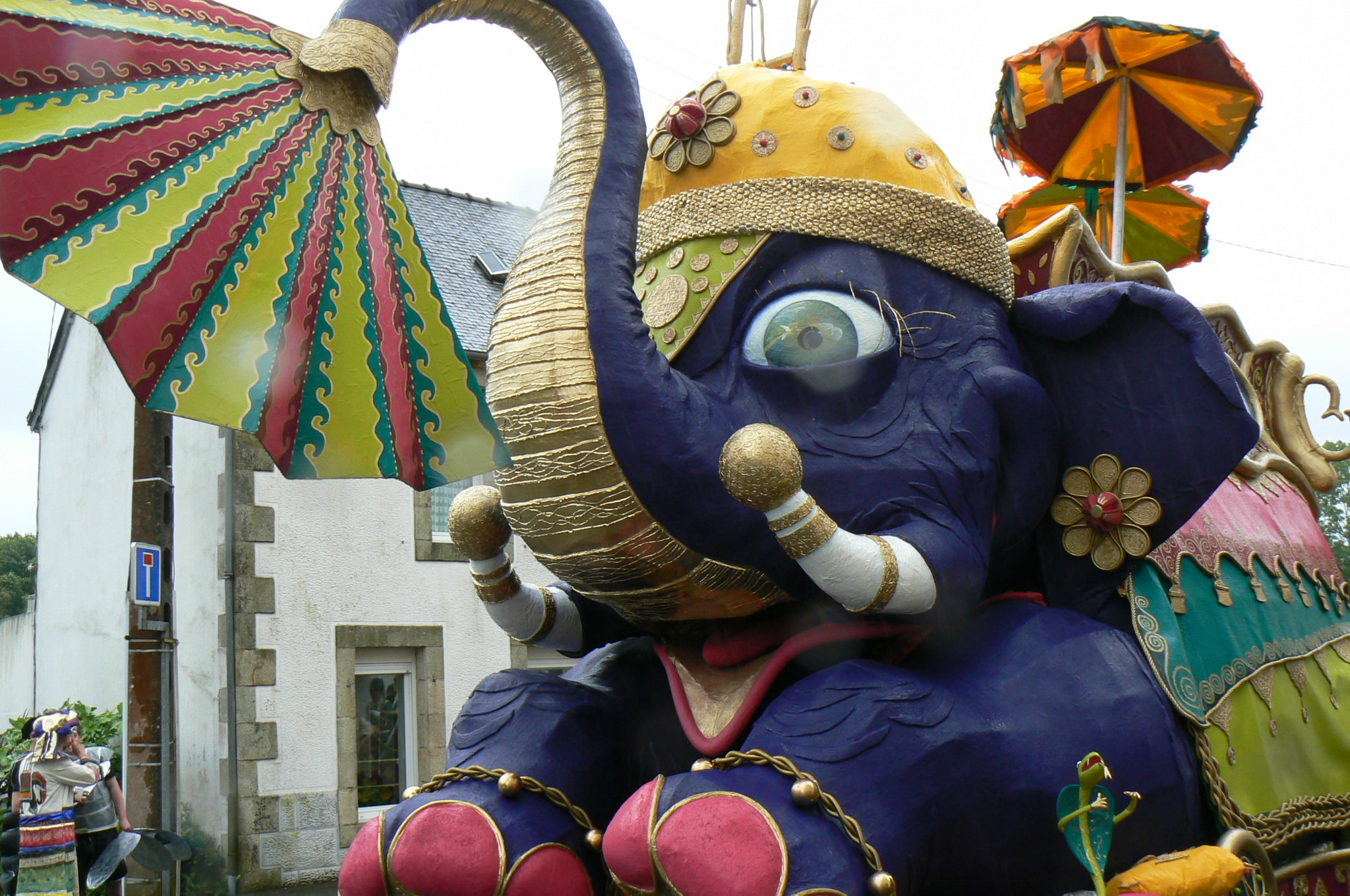
Char "Ganesh zo skuizh" en 2007
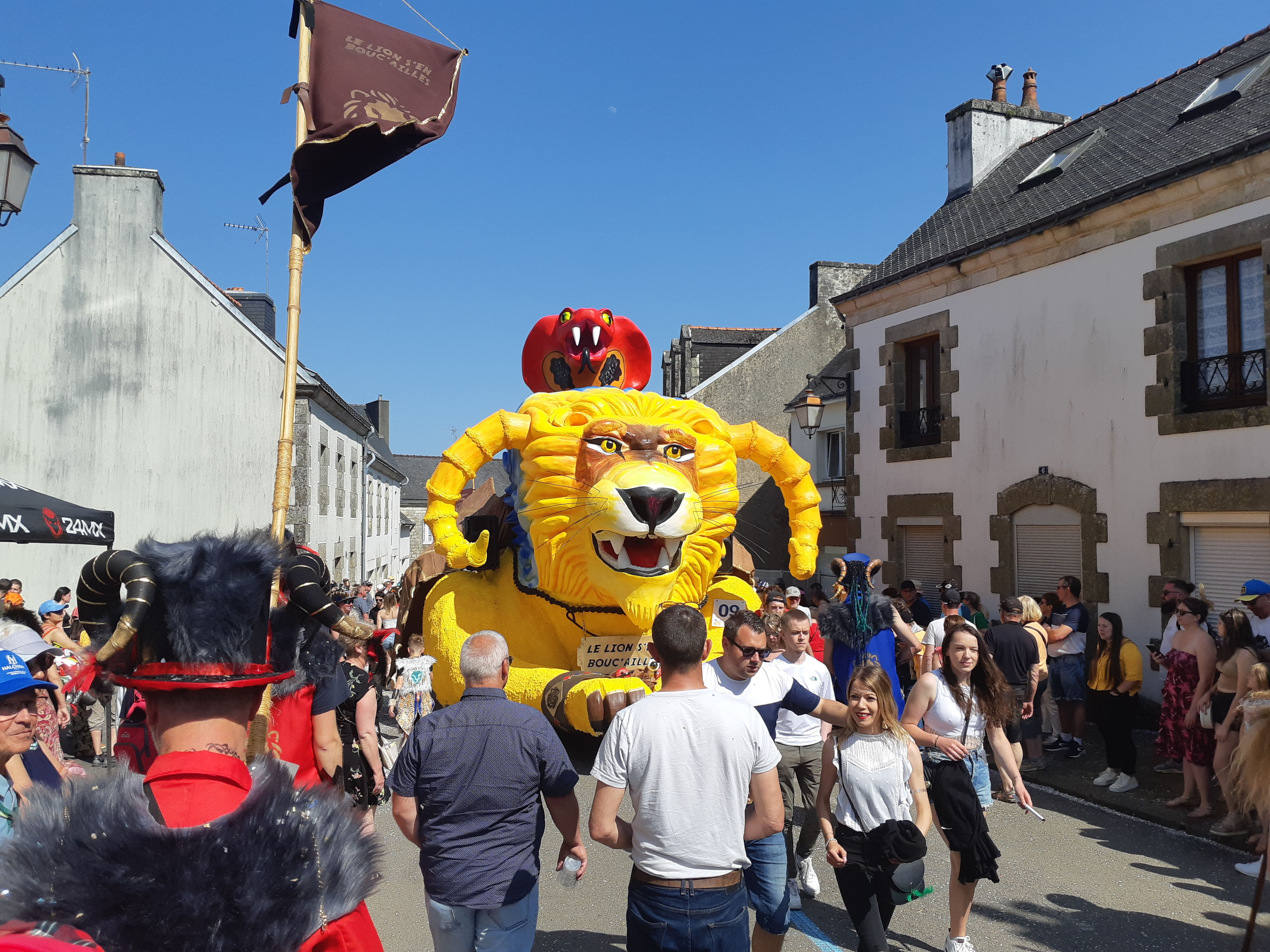
Char "Le Lion s'en bouc caille" en 2023
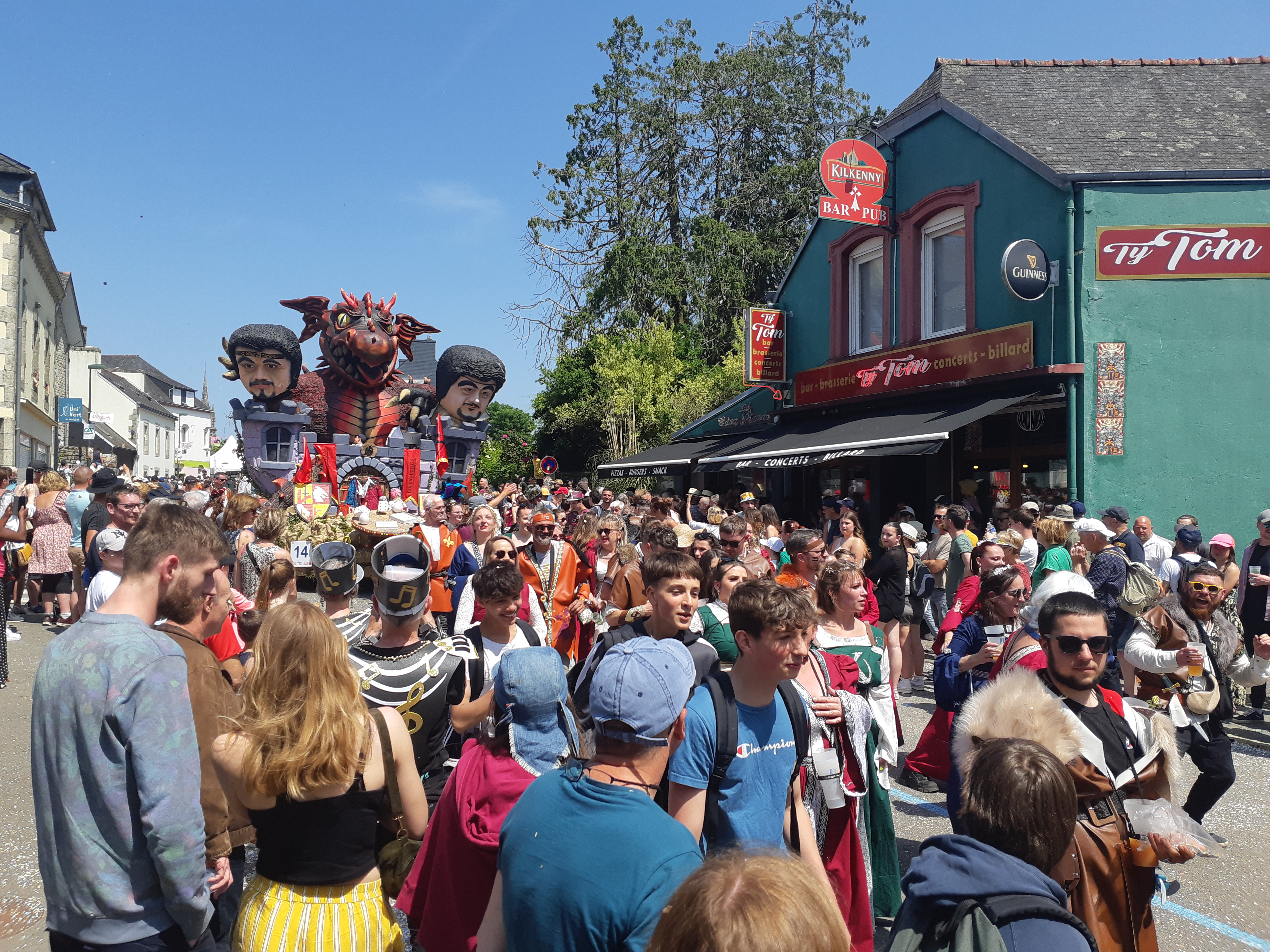
Char "C’est de la Kaamelott chez les CKC, c’est pas faux " en 2023
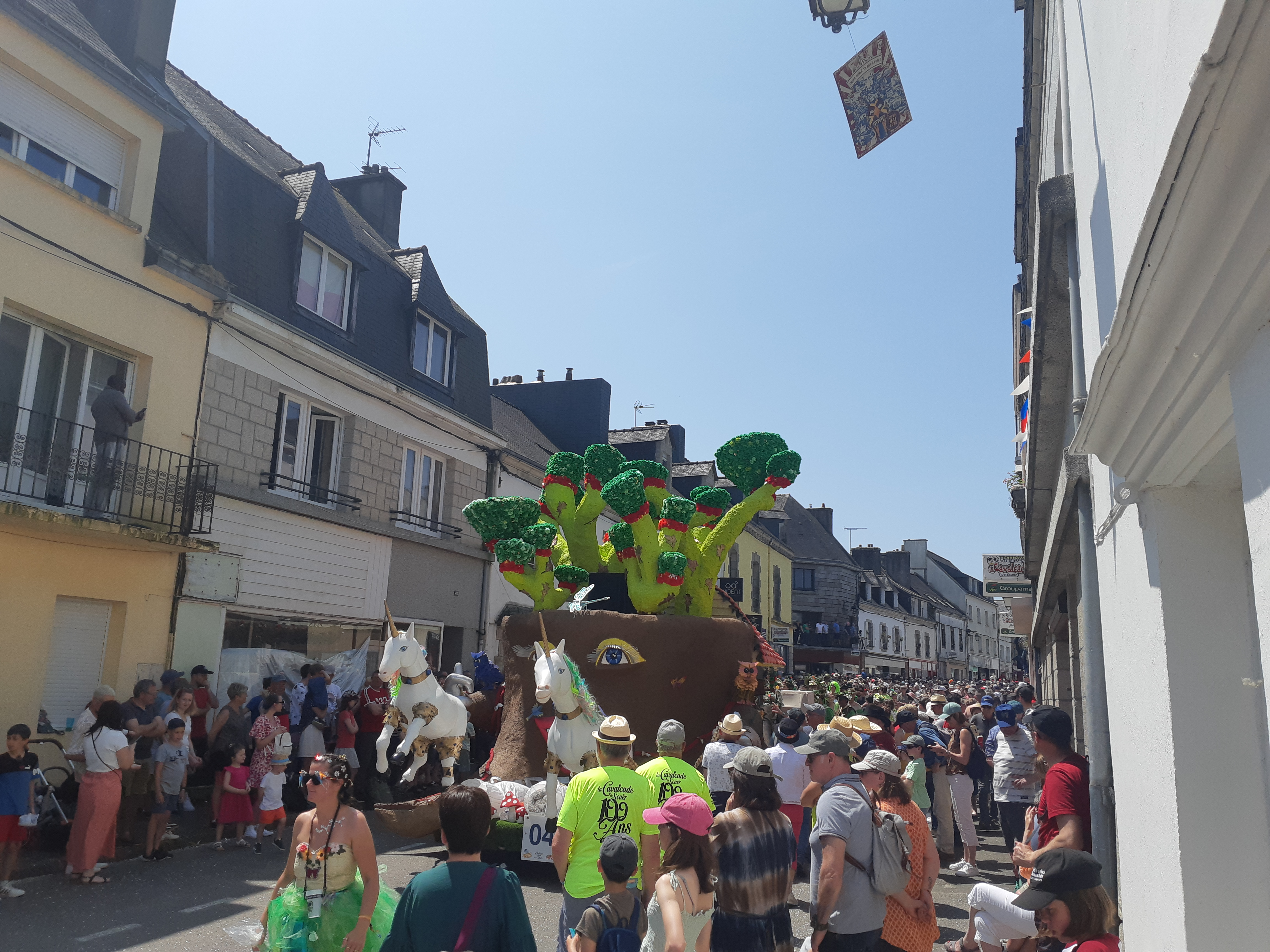
Char du groupe La Pompe en 2023
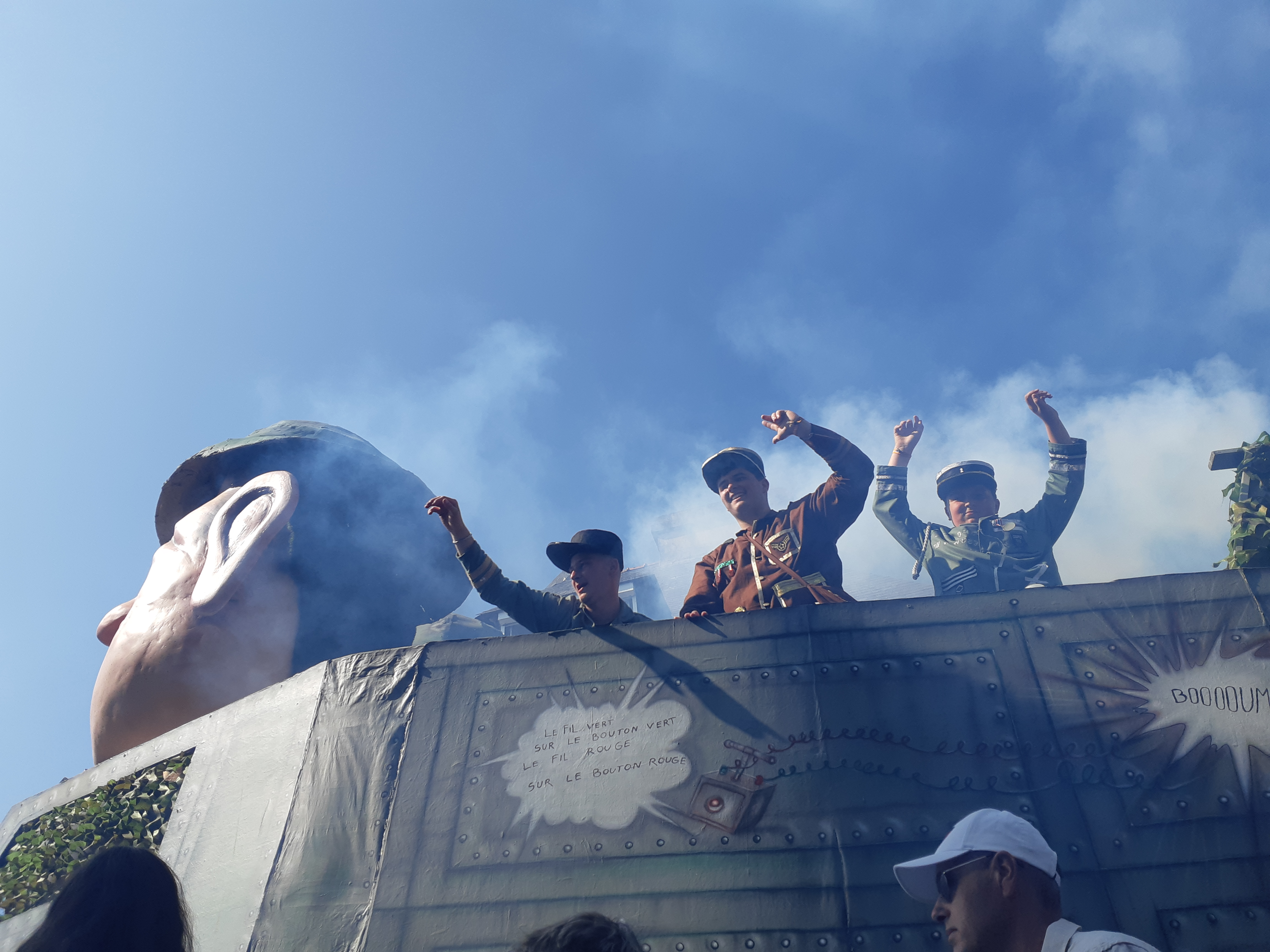
Char de La Pir’attitude en 2023